# Liste des épisodes de La Garde du Roi lion
Cet article présente la liste des épisodes de la série d'animation américaine La Garde du Roi lion produite par les studios Disney.

## Panorama des saisons
| Saison | Saison | Épisodes | États-Unis       | États-Unis       | France           | France            |
| Saison | Saison | Épisodes | Début de saison  | Fin de saison    | Début de saison  | Fin de saison     |
| ------ | ------ | -------- | ---------------- | ---------------- | ---------------- | ----------------- |
| Pilote | Pilote | Pilote   | 21 novembre 2015 | 21 novembre 2015 | 27 janvier 2016  | 27 janvier 2016   |
|        | 1      | 26       | 15 janvier 2016  | 21 avril 2017    | 17 février 2016  | 6 juin 2017       |
|        | 2      | 29       | 7 juillet 2017   | 22 avril 2019    | 11 octobre 2017  | 21 juin 2019      |
|        | 3      | 19       | 26 avril 2019    | 17 novembre 2019 | 25 novembre 2019 | 10 septembre 2020 |

## Liste des épisodes

### Téléfilm (2015)
| Titre français                        | Titre original                     | Diffusions française | Diffusions originale | Code prod. |
| ------------------------------------- | ---------------------------------- | -------------------- | -------------------- | ---------- |
| La Garde du Roi lion : Un nouveau cri | The Lion Guard: Return of the Roar | 27 janvier 2016      | 21 novembre 2015     | 101        |
| La Garde du Roi lion : Un nouveau cri | The Lion Guard: Return of the Roar | 27 janvier 2016      | 21 novembre 2015     | 102        |

### Saison 1 (2016–2017)
| #  | Titre de l'épisode                        | Titre de l'épisode               | Diffusion française | Diffusion originale | Code prod. |
| -- | ----------------------------------------- | -------------------------------- | ------------------- | ------------------- | ---------- |
| 1  | La prise de pouvoir de Makuu              | The Rise of Makuu                | 2 mars 2016         | 15 janvier 2016     | 103        |
| 2  | Il faut toujours se méfier des apparences | Never Judge a Hyena by Its Spots | 24 février 2016     | 15 janvier 2016     | 104        |
| 3  | Bunga le sage                             | Bunga the Wise                   | 17 février 2016     | 22 janvier 2016     | 105        |
| 4  | La future reine                           | Can't Wait to Be Queen           | 15 mars 2016        | 29 janvier 2016     | 106        |
| 5  | Meilleurs tous ensemble                   | Eye of the Beholder              | 22 mars 2016        | 5 février 2016      | 107        |
| 6  | La Fête de Kupatana                       | The Kupatana Celebration         | 29 mars 2016        | 12 février 2016     | 108        |
| 7  | La nouvelle famille de Fuli               | Fuli's New Family                | 27 avril 2016       | 19 février 2016     | 109        |
| 8  | Un festin de Utamu                        | The Search for Utamu             | 27 avril 2016       | 26 février 2016     | 110        |
| 9  | Suivez cet hippopotame !                  | Follow That Hippo!               | 27 avril 2016       | 18 mars 2016        | 111        |
| 10 | L'Appel du Drongo                         | The Call of the Drongo           | 18 mai 2016         | 25 mars 2016        | 112        |
| 11 | Peintures et prédictions                  | Paintings and Predictions        | 1er juin 2016       | 1er avril 2016      | 113        |
| 12 | La migration vers les Prairies de Mbali   | The Mbali Fields Migration       | 25 mai 2016         | 22 avril 2016       | 114        |
| 13 | Bunga et le Roi                           | Bunga and the King               | 8 juin 2016         | 29 avril 2016       | 115        |
| 14 | L'Ami imaginaire de Beshte                | The Imaginary Okapi              | 28 septembre 2016   | 8 juillet 2016      | 116        |
| 15 | Opération termites                        | Too Many Termites                | 12 octobre 2016     | 15 juillet 2016     | 117        |
| 16 | Au secours des galagos                    | The Trouble with Galagos         | 11 octobre 2016     | 5 août 2016         | 118        |
| 17 | La nouvelle meute de Janja                | Janja's New Crew                 | 7 décembre 2016     | 26 août 2016        | 119        |
| 18 | Ces babouins !                            | Baboons!                         | 11 janvier 2017     | 23 septembre 2016   | 120        |
| 19 | Attention au Zimwi                        | Beware the Zimwi                 | 18 janvier 2017     | 14 octobre 2016     | 121        |
| 20 | Les lions de la Terre Interdite           | Lions of the Outlands            | 25 janvier 2017     | 11 novembre 2016    | 122        |
| 21 | Je ne rugirai plus jamais                 | Never Roar Again                 | 10 janvier 2017     | 18 novembre 2016    | 123        |
| 22 | Les gorilles égarés                       | The Lost Gorillas                | 17 mai 2017         | 2 décembre 2016     | 124        |
| 23 | Le Chemin de l'Udugu                      | The Trail to Udugu               | 15 mai 2017         | 6 janvier 2017      | 125        |
| 24 | L'idole d'Ono                             | Ono's Idol                       | 16 mai 2017         | 24 février 2017     | 126        |
| 25 | Beshte trace des routes                   | Beshte and the Hippo Lanes       | 19 avril 2017       | 17 mars 2017        | 127        |
| 26 | Ono le pique-bœuf                         | Ono the Tickbird                 | 6 juin 2017         | 21 avril 2017       | 128        |

### Saison 2 (2017–2019)
| #  | Titre de l'épisode                           | Titre de l'épisode               | Diffusion française | Diffusion originale | Code prod. |
| -- | -------------------------------------------- | -------------------------------- | ------------------- | ------------------- | ---------- |
| 27 | Bunga, le babysitter                         | Babysitter Bunga                 | 11 octobre 2017     | 7 juillet 2017      | 201        |
| 28 | Le Sommet de la savane                       | The Savannah Summit              | 23 octobre 2017     | 7 juillet 2017      | 202        |
| 29 | Le spectacle des babouins                    | The Traveling Baboon Show        | 24 octobre 2017     | 14 juillet 2017     | 203        |
| 30 | Ono trouve un œuf                            | Ono and the Egg                  | 25 octobre 2017     | 21 juillet 2017     | 204        |
| 31 | La Garde du Roi lion : L'Ombre de Scar       | The Lion Guard: The Rise of Scar | 27 novembre 2017    | 29 juillet 2017     | 205-206    |
| 32 | On ne réveille pas un crocodile qui dort     | Let Sleeping Crocs Lie           | 28 novembre 2017    | 11 août 2017        | 207        |
| 33 | Emporté                                      | Swept Away                       | 29 novembre 2017    | 15 septembre 2017   | 208        |
| 34 | Les nouveaux voisins de Rafiki               | Rafiki's New Neighbors           | 30 novembre 2017    | 22 septembre 2017   | 209        |
| 35 | Sauvetage sur la Terre Interdite             | Rescue in the Outlands           | 1er décembre 2017   | 29 septembre 2017   | 210        |
| 36 | L'Ukumbusho                                  | The Ukumbusho Tradition          | 14 mars 2018        | 27 octobre 2017     | 211        |
| 37 | La morsure de Kenge                          | The Bite of Kenge                | 12 mars 2018        | 3 novembre 2017     | 212        |
| 38 | Noël sur la Terre des Lions                  | Timon and Pumbaa's Christmas     | 3 décembre 2018     | 8 décembre 2017     | 213        |
| 39 | Au secours de Zazu                           | The Morning Report               | 13 mars 2018        | 8 janvier 2018      | 214        |
| 40 | La zébrette dorée                            | The Golden Zebra                 | 15 mars 2018        | 9 janvier 2018      | 215        |
| 41 | Le petit gecko                               | The Little Guy                   | 16 mars 2018        | 10 janvier 2018     | 216        |
| 42 | Diviser pour mieux régner                    | Divide and Conquer               | 17 septembre 2018   | 11 janvier 2018     | 217        |
| 43 | La piqûre du scorpion                        | The Scorpion's Sting             | 18 septembre 2018   | 2 avril 2018        | 218        |
| 44 | La sagesse de Kongwe                         | The Wisdom of Kongwe             | 19 septembre 2018   | 3 avril 2018        | 219        |
| 45 | L'Incendie de la Vallée des éléphants        | The Kilio Valley Fire            | 20 septembre 2018   | 4 avril 2018        | 220        |
| 46 | Le camouflage de Kinyonga                    | Undercover Kinyonga              | 21 septembre 2018   | 5 avril 2018        | 221        |
| 47 | Les secrets de la grotte                     | Cave of Secrets                  | 11 février 2019     | 4 septembre 2018    | 222        |
| 48 | La tête pensante de la Garde                 | The Zebra Mastermind             | 12 février 2019     | 5 septembre 2018    | 223        |
| 49 | La résistance des hyènes                     | The Hyena Resistance             | 13 février 2019     | 6 septembre 2018    | 224        |
| 50 | L'aventure souterraine                       | The Underground Adventure        | 14 février 2019     | 7 septembre 2018    | 225        |
| 51 | Beshte et Shujaa                             | Beshte and the Beast             | 15 février 2019     | 12 novembre 2018    | 226        |
| 52 | Habitants de la Terre des Lions, tous unis ! | Pride Landers Unite !            | 21 juin 2019        | 4 féveier 2019      | 227        |
| 53 | La visite de la Reine                        | The Queen's Visit                | 21 juin 2019        | 18 février 2019     | 228        |
| 54 | Le feu venu du ciel                          | Fire from the Sky                | 21 juin 2019        | 11 mars 2019        | 229        |
| 55 | La fin du Bois de Mizimu                     | The Fall of Mizimu Grove         | 21 juin 2019        | 22 avril 2019       | 230        |

### Saison 3 (2019)
| #  | Titre de l'épisode                        | Titre de l'épisode                         | Diffusion française | Diffusion originale | Code prod. |
| -- | ----------------------------------------- | ------------------------------------------ | ------------------- | ------------------- | ---------- |
| 56 | La Garde du Roi Lion : La Grande Bataille | The Lion Guard: Battle for the Pride Lands | 25 novembre 2019    | 3 août 2019         | 301-302    |
| 57 | La tempête de sable                       | The Harmattan                              | 26 novembre 2019    | 21 septembre 2019   | 303        |
| 58 | Les singes et l'avalanche                 | The Accidental Avalanche                   | 27 novembre 2019    | 22 septembre 2019   | 304        |
| 59 | Le fantôme de la montagne                 | Ghost of the Mountain                      | 28 novembre 2019    | 28 septembre 2019   | 305        |
| 60 | Un marais mystérieux                      | Marsh of Mystery                           | 29 novembre 2019    | 29 septembre 2019   | 306        |
| 61 | Les dragons et la vague géante            | Dragon Island                              | 2 décembre 2019     | 5 octobre 2019      | 307        |
| 62 | Souvenirs de voyage                       | Journey of Memories                        | 3 décembre 2019     | 6 octobre 2019      | 308        |
| 63 | La course à la tuliza                     | The Race to Tuliza                         | 4 décembre 2019     | 12 octobre 2019     | 309        |
| 64 | Les voleurs de tulizas                    | Mama Binturong                             | 5 décembre 2019     | 13 octobre 2019     | 310        |
| 65 | Amis pour la vie                          | Friends to the End                         | 6 décembre 2019     | 19 octobre 2019     | 311        |
| 66 | L'Arbre de Vie                            | The Tree of Life                           | 31 août 2020        | 20 octobre 2019     | 312        |
| 67 | La Rivière de Patience                    | The River of Patience                      | 1 septembre 2020    | 26 octobre 2019     | 313        |
| 68 | Bunga et Binga                            | Little Old Ginterbong                      | 2 septembre 2020    | 27 octobre 2019     | 314        |
| 69 | Poa le destructeur                        | Poa the Destroyer                          | 3 septembre 2020    | 2 novembre 2019     | 315        |
| 70 | Vive la reine !                           | Long Live the Queen                        | 4 septembre 2020    | 3 novembre 2019     | 316        |
| 71 | Le Lac de la Réflexion                    | The Lake of Reflection                     | 7 septembre 2020    | 9 novembre 2019     | 317        |
| 72 | Le triomphe du rugissement                | Triumph of the Roar                        | 8 septembre 2020    | 10 novembre 2019    | 318        |
| 73 | Retour vers la Terre des Lions            | Journey to the Pridelands                  | 9 septembre 2020    | 16 novembre 2019    | 319        |
| 74 | Le retour de la Garde                     | Return to the Pridelands                   | 10 septembre 2020   | 17 novembre 2019    | 320        |